# Sainte-Segrée
Sainte-Segrée település Franciaországban, Somme megyében. Lakosainak száma 48 fő (2022. január 1.). Sainte-Segrée Éplessier, Hescamps, Meigneux, Saulchoy-sous-Poix és Thieulloy-la-Ville községekkel határos.

## Népesség
A település népessége az elmúlt években az alábbi módon változott:
| Lakosok száma | 60   | 60   | 57   | 54   | 52   | 51   | 49   | 48   |
|               | 2013 | 2015 | 2017 | 2018 | 2019 | 2020 | 2021 | 2022 |